# Opaepele loihi
Opaepele loihi is een garnalensoort uit de familie van de Alvinocarididae. De wetenschappelijke naam van de soort is voor het eerst geldig gepubliceerd in 1995 door Williams & Dobbs.